# Coupe du monde de triathlon 2019
Navigation
Édition précédente Édition suivante
La coupe du monde de triathlon 2019 est composée de dix-sept courses organisées par la Fédération internationale de triathlon (ITU). Depuis 2009 le classement final n'existe plus et les points gagnés sur ces étapes sont intégrés au séries mondiales de triathlon qui décernent le titre de champion du monde de triathlon.

## Calendrier
| Date            | Ville          | Pays                   | Distance |
| --------------- | -------------- | ---------------------- | -------- |
| 9-10 février    | Le Cap         | Afrique du Sud         | S        |
| 16-17 mars      | Mooloolaba     | Australie              | S        |
| 30-31 mars      | New Plymouth   | Nouvelle-Zélande       | M        |
| 4-5 mai         | Madrid         | Espagne                | M        |
| 11-12 mai       | Chengdu        | Chine                  | XS       |
| 17-18 mai       | Cagliari       | Italie                 | S        |
| 8-9 juin        | Huatulco       | Mexique                | S        |
| 15-16 juin      | Astana         | Kazakhstan             | M        |
| 22-23 juin      | Anvers         | Belgique               | S        |
| 13-14 juillet   | Tiszaújváros   | Hongrie                | S        |
| 24-25 août      | Karlovy Vary   | République tchèque     | M        |
| 7-8 septembre   | Banyoles       | Espagne                | S        |
| 21-22 septembre | Weihai         | Chine                  | M        |
| 19-20 octobre   | Tongyeong      | Corée du Sud           | S        |
| 26-27 octobre   | Miyazaki       | Japon                  | M        |
| 2-3 novembre    | Lima           | Pérou                  | S        |
| 9-10 novembre   | Saint-Domingue | République dominicaine | M        |

## Résultats

### Le Cap[1]
| Position           | Hommes            | Hommes      | Hommes      | Femmes           | Femmes     | Femmes      |
| Position           | Nom               | Pays        | Temps       | Nom              | Pays       | Temps       |
| ------------------ | ----------------- | ----------- | ----------- | ---------------- | ---------- | ----------- |
| Médaille d'or      | Alex Yee          | Royaume-Uni | 52 min 4 s  | Ai Ueda          | Japon      | 57 min 23 s |
| Médaille d'argent  | Tony Smoragiewicz | États-Unis  | 52 min 19 s | Summer Rappaport | États-Unis | 57 min 31 s |
| Médaille de bronze | Joao Silva        | Portugal    | 52 min 19 s | Tamara Gorman    | États-Unis | 57 min 34 s |

### Mooloolaba[2]
| Position           | Hommes           | Hommes    | Hommes      | Femmes          | Femmes     | Femmes      |
| Position           | Nom              | Pays      | Temps       | Nom             | Pays       | Temps       |
| ------------------ | ---------------- | --------- | ----------- | --------------- | ---------- | ----------- |
| Médaille d'or      | Tyler Mislawchuk | Canada    | 52 min 14 s | Ashleigh Gentle | Australie  | 58 min 15 s |
| Médaille d'argent  | Brandon Copeland | Australie | 52 min 19 s | Renee Tomlin    | États-Unis | 58 min 21 s |
| Médaille de bronze | Valentin Wernz   | Allemagne | 52 min 22 s | Angelica Olmo   | Italie     | 58 min 25 s |

### New Plymouth[3]
| Position           | Hommes           | Hommes           | Hommes      | Femmes        | Femmes    | Femmes         |
| Position           | Nom              | Pays             | Temps       | Nom           | Pays      | Temps          |
| ------------------ | ---------------- | ---------------- | ----------- | ------------- | --------- | -------------- |
| Médaille d'or      | Luke Willian     | Australie        | 56 min 4 s  | Angelica Olmo | Italie    | 1 h 3 min 27 s |
| Médaille d'argent  | Justus Nieschlag | Allemagne        | 56 min 10 s | Jolanda Annen | Suisse    | 1 h 3 min 28 s |
| Médaille de bronze | Sam Ward         | Nouvelle-Zélande | 56 min 10 s | Jaz Hedgeland | Australie | 1 h 3 min 36 s |

### Madrid[4]
| Position           | Hommes                   | Hommes    | Hommes      | Femmes        | Femmes | Femmes         |
| Position           | Nom                      | Pays      | Temps       | Nom           | Pays   | Temps          |
| ------------------ | ------------------------ | --------- | ----------- | ------------- | ------ | -------------- |
| Médaille d'or      | Justus Nieschlag         | Allemagne | 55 min 51 s | Émilie Morier | France | 1 h 2 min 18 s |
| Médaille d'argent  | Lasse Lührs              | Allemagne | 55 min 51 s | Sandra Dodet  | France | 1 h 2 min 19 s |
| Médaille de bronze | Roberto Sánchez Mantecón | Espagne   | 55 min 57 s | Angelica Olmo | Italie | 1 h 2 min 30 s |

### Chengdu[5]
| Position           | Hommes         | Hommes     | Hommes      | Femmes             | Femmes     | Femmes      |
| Position           | Nom            | Pays       | Temps       | Nom                | Pays       | Temps       |
| ------------------ | -------------- | ---------- | ----------- | ------------------ | ---------- | ----------- |
| Médaille d'or      | Matthew Hauser | Australie  | 27 min 42 s | Laura Lindemann    | Allemagne  | 31 min 18 s |
| Médaille d'argent  | Ben Kanute     | États-Unis | 27 min 55 s | Renee Tomlin       | États-Unis | 31 min 34 s |
| Médaille de bronze | Alexis Lepage  | Canada     | 27 min 55 s | Valerie Barthelemy | Belgique   | 31 min 35 s |

### Cagliari[6]
| Position           | Hommes            | Hommes      | Hommes      | Femmes             | Femmes      | Femmes      |
| Position           | Nom               | Pays        | Temps       | Nom                | Pays        | Temps       |
| ------------------ | ----------------- | ----------- | ----------- | ------------------ | ----------- | ----------- |
| Médaille d'or      | Alistair Brownlee | Royaume-Uni | 52 min 2 s  | Sophie Coldwell    | Royaume-Uni | 57 min 57 s |
| Médaille d'argent  | Justus Nieschlag  | Allemagne   | 52 min 3 s  | Nina Eim           | Allemagne   | 58 min 8 s  |
| Médaille de bronze | Kevin McDowell    | États-Unis  | 52 min 14 s | Valerie Barthelemy | Belgique    | 58 min 9 s  |

### Huatulco[7]
| Position           | Hommes           | Hommes     | Hommes      | Femmes               | Femmes     | Femmes         |
| Position           | Nom              | Pays       | Temps       | Nom                  | Pays       | Temps          |
| ------------------ | ---------------- | ---------- | ----------- | -------------------- | ---------- | -------------- |
| Médaille d'or      | Tyler Mislawchuk | Canada     | 55 min 4 s  | Summer Rappaport     | États-Unis | 1 h 0 min 56 s |
| Médaille d'argent  | Morgan Pearson   | États-Unis | 55 min 11 s | Alexandra Razarenova | Russie     | 1 h 1 min 5 s  |
| Médaille de bronze | Manoel Messias   | Brésil     | 55 min 14 s | Lisa Perterer        | Autriche   | 1 h 1 min 19 s |

### Astana[8]
| Position           | Hommes          | Hommes         | Hommes          | Femmes        | Femmes      | Femmes          |
| Position           | Nom             | Pays           | Temps           | Nom           | Pays        | Temps           |
| ------------------ | --------------- | -------------- | --------------- | ------------- | ----------- | --------------- |
| Médaille d'or      | Matthew Hauser  | Australie      | 1 h 43 min 51 s | Ai Ueda       | Japon       | 1 h 56 min 38 s |
| Médaille d'argent  | Wian Sullwald   | Afrique du Sud | 1 h 44 min 5 s  | Carolyn Hayes | Irlande     | 1 h 56 min 55 s |
| Médaille de bronze | Matthew McElroy | États-Unis     | 1 h 44 min 9 s  | Kate Waugh    | Royaume-Uni | 1 h 57 min 28 s |

### Anvers[9]
| Position           | Hommes         | Hommes           | Hommes      | Femmes          | Femmes           | Femmes         |
| Position           | Nom            | Pays             | Temps       | Nom             | Pays             | Temps          |
| ------------------ | -------------- | ---------------- | ----------- | --------------- | ---------------- | -------------- |
| Médaille d'or      | Tayler Reid    | Nouvelle-Zélande | 59 min 23 s | Lisa Tertsch    | Allemagne        | 1 h 5 min 26 s |
| Médaille d'argent  | Gabriel Sandör | Suède            | 59 min 25 s | Laura Lindemann | Allemagne        | 1 h 5 min 44 s |
| Médaille de bronze | Diego Moya     | Chili            | 59 min 30 s | Ainsley Thorpe  | Nouvelle-Zélande | 1 h 6 min 8 s  |

### Tiszaújváros[10]
| Position           | Hommes        | Hommes         | Hommes      | Femmes            | Femmes    | Femmes      |
| Position           | Nom           | Pays           | Temps       | Nom               | Pays      | Temps       |
| ------------------ | ------------- | -------------- | ----------- | ----------------- | --------- | ----------- |
| Médaille d'or      | Eli Hemming   | États-Unis     | 53 min 43 s | Emma Jeffcoat     | Australie | 59 min 28 s |
| Médaille d'argent  | Ryan Fisher   | Australie      | 53 min 44 s | Sara Vilic        | Autriche  | 59 min 29 s |
| Médaille de bronze | Wian Sullwald | Afrique du Sud | 53 min 44 s | Kelly-Ann Perkins | Australie | 59 min 29 s |

### Karlovy Vary[11]
| Position           | Hommes           | Hommes      | Hommes          | Femmes           | Femmes     | Femmes          |
| Position           | Nom              | Pays        | Temps           | Nom              | Pays       | Temps           |
| ------------------ | ---------------- | ----------- | --------------- | ---------------- | ---------- | --------------- |
| Médaille d'or      | Samuel Dickinson | Royaume-Uni | 1 h 56 min 11 s | Vendula Frintová | Tchéquie   | 2 h 9 min 8 s   |
| Médaille d'argent  | Raphaël Montoya  | France      | 1 h 56 min 22 s | Tamara Gorman    | États-Unis | 2 h 9 min 12 s  |
| Médaille de bronze | Grant Sheldon    | Royaume-Uni | 1 h 56 min 40 s | Caroline Pohle   | Allemagne  | 2 h 10 min 41 s |

### Banyoles[12]
| Position           | Hommes       | Hommes  | Hommes      | Femmes          | Femmes     | Femmes      |
| Position           | Nom          | Pays    | Temps       | Nom             | Pays       | Temps       |
| ------------------ | ------------ | ------- | ----------- | --------------- | ---------- | ----------- |
| Médaille d'or      | Vincent Luis | France  | 49 min 58 s | Laura Lindemann | Allemagne  | 55 min 38 s |
| Médaille d'argent  | Mario Mola   | Espagne | 50 min 1 s  | Tamara Gorman   | États-Unis | 55 min 52 s |
| Médaille de bronze | Bence Bicsák | Hongrie | 50 min 18 s | Flora Duffy     | Bermudes   | 55 min 55 s |

### Weihai[13]
| Position           | Hommes        | Hommes      | Hommes          | Femmes                 | Femmes  | Femmes          |
| Position           | Nom           | Pays        | Temps           | Nom                    | Pays    | Temps           |
| ------------------ | ------------- | ----------- | --------------- | ---------------------- | ------- | --------------- |
| Médaille d'or      | João Silva    | Portugal    | 1 h 54 min 47 s | Julie Derron           | Suisse  | 2 h 8 min 3 s   |
| Médaille d'argent  | Max Studer    | Suisse      | 1 h 54 min 49 s | Miriam Casillas García | Espagne | 2 h 9 min 48 s  |
| Médaille de bronze | Grant Sheldon | Royaume-Uni | 1 h 54 min 53 s | Verena Steinhauser     | Italie  | 2 h 10 min 11 s |

### Tongyeong[14]
| Position           | Hommes               | Hommes     | Hommes      | Femmes        | Femmes   | Femmes      |
| Position           | Nom                  | Pays       | Temps       | Nom           | Pays     | Temps       |
| ------------------ | -------------------- | ---------- | ----------- | ------------- | -------- | ----------- |
| Médaille d'or      | Matthew McElroy      | États-Unis | 51 min 25 s | Sandra Dodet  | France   | 57 min 10 s |
| Médaille d'argent  | David Castro Fajardo | Espagne    | 51 min 33 s | Ai Ueda       | Japon    | 57 min 13 s |
| Médaille de bronze | Kevin McDowell       | États-Unis | 51 min 35 s | Claire Michel | Belgique | 57 min 18 s |

### Miyazaki[15]
| Position           | Hommes          | Hommes     | Hommes          | Femmes             | Femmes   | Femmes          |
| Position           | Nom             | Pays       | Temps           | Nom                | Pays     | Temps           |
| ------------------ | --------------- | ---------- | --------------- | ------------------ | -------- | --------------- |
| Médaille d'or      | Matthew McElroy | États-Unis | 1 h 47 min 13 s | Ai Ueda            | Japon    | 1 h 59 min 32 s |
| Médaille d'argent  | Eli Hemming     | États-Unis | 1 h 47 min 40 s | Claire Michel      | Belgique | 1 h 59 min 39 s |
| Médaille de bronze | Jelle Geens     | Belgique   | 1 h 47 min 58 s | Valerie Barthelemy | Belgique | 2 h 0 min 9 s   |

### Lima[16]
| Position           | Hommes            | Hommes   | Hommes      | Femmes              | Femmes   | Femmes      |
| Position           | Nom               | Pays     | Temps       | Nom                 | Pays     | Temps       |
| ------------------ | ----------------- | -------- | ----------- | ------------------- | -------- | ----------- |
| Médaille d'or      | Manoel Messias    | Brésil   | 52 min 30 s | Ai Ueda             | Japon    | 59 min 12 s |
| Médaille d'argent  | Florin Salvisberg | Suisse   | 52 min 32 s | Yuliya Yelistratova | Ukraine  | 59 min 12 s |
| Médaille de bronze | Félix Duchampt    | Roumanie | 52 min 32 s | Elizabeth Bravo     | Équateur | 59 min 12 s |

### Saint-Domingue[17]
| Position           | Hommes          | Hommes     | Hommes          | Femmes        | Femmes           | Femmes          |
| Position           | Nom             | Pays       | Temps           | Nom           | Pays             | Temps           |
| ------------------ | --------------- | ---------- | --------------- | ------------- | ---------------- | --------------- |
| Médaille d'or      | Matthew McElroy | États-Unis | 1 h 39 min 3 s  | Andrea Hewitt | Nouvelle-Zélande | 1 h 34 min 35 s |
| Médaille d'argent  | Kevin McDowell  | États-Unis | 1 h 39 min 22 s | Taylor Knibb  | États-Unis       | 1 h 34 min 41 s |
| Médaille de bronze | Morgan Pearson  | États-Unis | 1 h 39 min 31 s | Claudia Rivas | Mexique          | 1 h 34 min 49 s |

## Par nation
| Rang | Nation           | Victoires |
| ---- | ---------------- | --------- |
| 1    | Australie        | 5         |
| -    | États-Unis       | 5         |
| 3    | Allemagne        | 4         |
| -    | Japon            | 4         |
| -    | Royaume-Uni      | 4         |
| 6    | France           | 3         |
| 7    | Canada           | 2         |
| -    | Nouvelle-Zélande | 2         |
| 9    | Brésil           | 1         |
| -    | Italie           | 1         |
| -    | Portugal         | 1         |
| -    | Tchéquie         | 1         |
| -    | Suisse           | 1         |